# El temible Mr. Cory
Primera colaboración de Edwards y Henry Mancini. Mancini fue el compositor favorito de Edwards y el músico sacó mucho provecho de esta relación profesional. Sus bandas sonoras y las canciones originales para los filmes de Edwards le reportaron innumerables premios y reconocimientos.

## Argumento
Un novato jugador de cartas sin suerte se asocia con un veterano jugador y, en principio, todo cambia. 

## Otros créditos
- Asistente de dirección: Ronald R. Rondell.
- Supervisor musical: Joseph Gershenson
- Decoración del set: Russell A. Gausman y Julia Heron
- Maquillaje: Joan St. Oegger (peluquería) y Bud Westmore (maquillaje)

## Curiosidades
- La película fue rodada en Eastman color.
- El guion lo escribió Edwards, pero basándose en un argumento/idea original de Leo Rosten.

## Enlaces
- culturalianet.com

- Datos: Q2322393